# EXA-Drive
EXA-Drive – system wspomagania redukcji biegów zaprojektowany i wdrożony przez Campagnolo. Odnosi się do zębatek kaset i łańcuchów, a także bębenków piast tylnych.
EXA-Drive został wprowadzony w 1994 roku w kasetach 8-rzędowych. W 2000 roku, wraz z pojawieniem się węższych i nieco inaczej zbudowanych łańcuchów 10-rzędowych, światło dzienne ujrzała modyfikacja systemu pod nazwą Ultra-Drive.
Zęby koronek EXA-Drive charakteryzują się specjalnymi profilami i nacięciami ułatwiającymi redukcję biegów. Profile są relatywnie płytkie, bo ich zadaniem jest wciąganie łańcucha za wystające z powierzchni blaszek bocznych zakute sworznie. Zębatki są utrzymywane na bębenku dodatkową zakrętką. Wszystkie koronki są mocowane na wielowypust. Odpowiednio, bębenek EXA-Drive ma wypustki, które w przeciwieństwie do wcześniej stosowanego wielowypustu są wyższe i różnej szerokości, i gwint wewnętrzny na końcu. Niesymetryczne wypustki nie pozwalają na odwrotne założenie zębatek, co wcześniej było możliwe.
Początkowo system był łudząco podobny do HyperGlide, ale wkrótce Campagnolo zmieniło kształt i uprościło nacięcia, by nie wejść w konflikt prawny z Shimano.